# Nefertkau III.
| F35 | D21 · X1 | D28 · D28 · D28 |

| F35 | D21 · X1 | D28 · D28 · D28 |

Nefertkau III. byla egyptská princezna. Žila během vlády 4. dynastie. Možná byla dcerou Meresanch II. a Horbaefa. Pokud ano, byla by vnučkou krále Chufua. Francouzský egyptolog Michel Baud soudil, že by Nefertkau III. mohla být Chufuovou dcerou. Byla vdaná za úředníka Iynefera II. Nefertkau a Iynefer měli dceru jménem také Nefertkau a dva nebo tři syny. Egyptolog Strudwick se domníval, že by Iynefer mohl být Chufuovým synem. V závislosti na interpretaci rodinných vztahů mohl být Iynefer strýc nebo bratr Nefertkau. 

## Hrobka
Nefertkau a Iynefer byli pohřbeni v hrobce G 7820, která je součástí dvojité mastaby. Hrobka se nachází ve Východním poli v Gíze.

### Kaple
Scény zobrazují Nefertkau III. a jejího manžela. V jedné scéně je mezi rodiči zobrazena malá holčička. U ní je napsáno „jejich dcera Nefertkau“. Ve stejné scéně je před otcem malý chlapec, ale není zaznamenáno žádné jméno. V jiné scéně jsou s Iyneferem zobrazeni dva malí chlapci a o něco větší muž. Větší postavou může být jejich nejstarší syn.